# Encephalartos aplanatus
Encephalartos aplanatus — вид голонасінних рослин класу саговникоподібні (Cycadopsida).
Етимологія: лат. planatus — «плоскі», з модифікаційним префіксом лат. а- «-не», від скручених і хвилястих листових фрагментів.

## Опис
Рослини безстовбурні; 2-8 листків у кроні. Листки довжиною 350 см, темно-зелені, сильно блискучі; хребет листків зелений, троха зігнутий; черешок прямий, з 1-6 колючками. Листові фрагменти лінійні або ланцетні; середні — довжиною 30 см, шириною 40 мм. Пилкові шишки 1-3, веретеновиді, жовті, завдовжки 60 см, 8-10 см діаметром. Насіннєві шишки 1-2, яйцевиді, жовті, довжиною 40 см, 12 см діаметром. Насіння плоске, яйцевиде, довжиною 25 мм, шириною 13-15 мм, саркотеста червона.

## Поширення, екологія
Країни поширення: Мозамбік; Есватіні. Росте на висотах від 100 до 600 м над рівнем моря в листяних і досить сухих ярах лісів. 

## Загрози та охорона
Знаходиться під загрозою через надмірний збір дикорослих зразків, особливо в типовій місцевості в Есватіні.